# 4557 Mika
A 4557 Mika (ideiglenes jelöléssel 1987 XD) a Naprendszer kisbolygóövében található aszteroida. Janai Maszajuki és Vatanabe Kazuró fedezte fel 1987. december 14-én.